# Les Bien-Aimés
Les Bien-Aimés è un film del 2011 diretto da Christophe Honoré.
La storia è ambientata negli anni sessanta e novanta del XX secolo tra Parigi, Praga e Londra, e nel primo decennio del XXI secolo tra Montréal e Reims. Il regista Christophe Honoré, non ritenendo che il genere del suo film sia quello 'musicale', così si è espresso sul ruolo delle canzoni nel suo film :
()
La pellicola è stata presentata il 24 agosto 2011, fuori concorso, al Festival di Cannes, come proiezione di chiusura. Presentato nello stesso anno al Toronto International Film Festival e al Torino Film Festival nella sezione Festa mobile. Nei paesi anglofoni il film è uscito con il titolo The Beloved.

## Trama
Il film attraversa più di 40 anni di storia dei costumi della civiltà occidentale, dal 1964 sino alla caduta delle torri Gemelle negli Attentati dell'11 settembre 2001, per concludersi nel 2007, la trama si scandisce con alcune date che il regista ha evidenziato con degli appositi titoli. Si svolge in diverse città: Parigi, Praga, Londra, Montreal, Reims. Ma il regista focalizza l'azione dei protagonisti a Parigi, ed in particolare nel 10º arrondissement. La storia inizia a Parigi nel 1964 con Madeleine giovane commessa in una lussuosa boutique di scarpe per donna. Un giorno ruba un paio di tali scarpe ed indossatele dopo la chiusura del negozio si accorge che le danno un fascino sensuale che attira gli sguardi degli uomini. Per cui, decide di prostituirsi occasionalmente per 'arrotondare' il magro salario, fino al giorno in cui incontra Jaromil, un giovane medico cecoslovacco in visita studio a Parigi, e se ne innamora, lo sposa, e si trasferisce a Praga.
Nel 1968 la coppia vive a Praga con la loro figlioletta Vera, ma ecco che in occasione della Primavera di Praga, Madeleine proprio mentre i carri armati russi irrompono a Praga va alla ricerca di suo marito che non vede da alcuni giorni, contatta un patriota ritenendo che anche il marito sia coinvolto nella Primavera di Praga, e questi l'accompagna presso un appartamento chiedendole di non rivelare che era stato lui. Madeleine scorge, dalla finestra del piano terra, il marito che sta copulando con una sua amante. Profondamente delusa depone sul davanzale della finestra la fede nuziale, e quindi decide di tornare a Parigi.
La scena successiva si svolge nel 1978 a Parigi presso una caserma della Gendarmerie in quanto Madeleine si è sposata con un poliziotto, François Gouriot avendo divorziato da Jaromil. Questi, essendo di passaggio a Parigi per un congresso medico, telefona a Madeleine e le chiede di incontrarsi presso il suo albergo , Hotel Kuntz, pur titubante Madeleine acconsente e la vecchia fiamma si riaccende e si ritrovano l'uno nelle braccia dell'altro. Jaromil le promette che se torneranno insieme ha già tutto pronto per restare in Francia e ricominciare a vivere con lei e la figlia Vera. Madeleine acconsente e lo invita a recarsi presso la caserma della gendarmeria per fargli conoscere sua figlia Vera, che egli non vede più dal 1968. Mentre si svolge un dialogo imbarazzato tra padre e figlia, ecco che François ritorna a casa. A Jaromil non resta che nascondersi nella stanza di Vera, e le comunica la sua intenzione di stabilirsi a Parigi, e, in un impeto di voglia di chiarezza e verità, esce dalla cameretta per parlare da uomo ad uomo con François. Con stupore vede che Madeleine sta avendo un rapporto sessuale con François, e disgustato si allontana abbandonando il progetto di riunificazione della famiglia.
Si passa al 1997 e Vera, ormai adulta, va a Londra per presentare un libro dell'amico ( in realtà anche amante occasionale) Clément, presso l'Institut français. La notte Vera si reca in un pub , e lì incontra Henderson un batterista statunitense che è fuggito da New York per problemi esistenziali, e ne è fortemente attratta, tanto da fargli delle esplicite avances, sembra che sia corrisposta, ma poco prima di andar via Henderson le comunica che egli è gay, Vera sconvolta, confusa, ed ubriaca, vaga per Londra, accompagnata da Henderson , sino al suo hotel. Alcuni giorni più tardi, Henderson la rintraccia al l'Institut Français, proprio quando Clément sta presentando il suo libro. Vera cede al fascino di Henderson e si allontana dalla sala. Clément si accorge dell'assenza di Vera dalla sala, e furioso la rintraccia nelle toilette dove i due stanno consumando un furtivo amplesso. Clément si sente fortemente tradito ed inveisce contro Vera dicendo : "Non qui, qui non dovevi farlo...".
La trama quindi riprende con Madeleine e Jaromil. Ella vive a Reims con François, ormai in pensione, ma, in tutti gli anni si è sempre vista con Jaromil quando era di passaggio a Parigi presso l'Hotel Kuntz nei pressi della gare de l'Est, continuando perciò ad essere la sua amante. Un pomeriggio Jaromil mentre rientra in hotel ha un incidente, gli cade in testa un ramo di un albero, e muore. Nel 1998 Véra ritorna a Londra per incontrare Henderson, ella non riesce a dimenticarlo ed è pronta ad accettare una relazione stabile con lui pur con tutti i limiti del suo essere gay. Egli dichiara il suo amore reciproco, ma avverte Vera che è fuggito da New York in quanto a causa di una relazione omosessuale occasionale con un sieropositivo, ritiene di avere contratto l'AIDS, la loro relazione diventa quindi impossibile.
Nel 2001 Véra decide di raggiungere Henderson à New York, ma a causa degli Attentati dell'11 settembre 2001 il suo aereo viene dirottato a Montréal. Avverte Henderson che le assicura di venirla a prendere con un'auto raggiungendola a Montreal, per portarla con sé a New York. Quando Henderson arriva, Vera non può non considerare che egli è venuto con il suo occasionale amante del momento. Purtuttavia Vera gli dichiara la sua intenzione di avere un bambino con lui, con l'inseminazione artificiale e la purificazione dello sperma. Henderson non le dà una risposta, dichiara che è stanco, ha guidato per sei ore di seguito e si ritira in camera con il suo amichetto. Vera rimane al bar, beve a dismisura e quando sale in camera accetta un trio sessuale pur consapevole del rischio, avendo visto nella toilette della camera che Henderson assume dei farmaci anti AIDS. Consumato il rapporto, lascia la camera, ritorna al bar, chiede al barman di cambiare canale (sono trasmesse in continuo immagini degli aerei che si schiantano contro le Torri Gemelle) sceglie un canale musicale e beve e danza subendo la riprovazione degli altri avventori che la ritengono fatua ed insensibile. Ma Vera ha preso con sé i medicinali di Henderson, li assume tutti, sviene e cade a terra . Henderson non trovandola al suo fianco nel letto, la cerca al bar, ma nessuno degli astanti si è accorto di nulla, e Vera quindi muore.
Nel 2007, Clément, fortemente sollecitato da François, va a Reims per il compleanno di Madeleine. La morte del suo amante e di Vera le hanno creato uno stato di forte depressione. Dopo il rituale spegnere le candeline Clément che non è riuscito a dimenticare, e Madeleine ritornano a Parigi presso l'hotel dove Jaromil e Madeleine si sono incontrati negli anni sessanta, e rivivono la scena davanti a loro occhi, ed in sottofondo si sente la canzone "Je ne peux vivre sans t'aimer". Il film termina con Madeleine che si toglie le famose scarpe che da giovane aveva rubato, ed il feticcio rimane li, abbandonato sulla soglia dell'hotel.

## Colonna Sonora
Escludendo il tema "Tom", composto da François de Roubaix per il film di José Giovanni "Où est passé Tom ?" (1971), tutta la musica del film è composta da Alex Beaupain.

### Canzoni
1. Je peux vivre sans toi, cantata da Ludivine Sagnier
2. Prague, cantata da Ludivine Sagnier
3. Les chiens ne font pas des chats, cantata da Ludivine Sagnier e Raša Bukvić
4. Tout est si calme, cantata da: Ludivine Sagnier, Catherine Deneuve, Chiara Mastroianni, Clara Couste
5. Who Do You Love, cantata da Thousand
6. Ici Londres, cantata da Chiara Mastroianni e Paul Schneider
7. Une fille légère, cantata da Chiara Mastroianni e Catherine Deneuve
8. J'en passerai, cantata da Chiara Mastroianni
9. Qui aimes-tu ?, cantata da Chiara Mastroianni e Paul Schneider
10. Reims, cantata da Louis Garrel
11. Jeunesse se passe, cantata da Chiara Mastroianni
12. Je ne peux vivre sans t'aimer, cantata da Catherine Deneuve
13. Puisque tu m'aimes, cantata da Omer Ben Sellem
14. Autour de ton cou, cantata daLouis Garrel e Chiara Mastroianni

## Produzione
Il film è stato prodotto dalla Why Not Productions. Il progetto ha ricevuto la somma di 228.000 Euro in supporto dalla Ile-de-France Regional Support Fund for Technical Film and Audiovisual Industries. Oltre agli investimenti francesi, una quota pari al 20% del budget totale, ammontante a 6,8 milioni di euro, è di provenienza britannica. Il 10% proviene invece dalla Repubblica Ceca. Le riprese sono iniziate il 18 ottobre 2010.